# 16144 Korsten
16144 Korsten è un asteroide della fascia principale. Scoperto nel 1999, presenta un'orbita caratterizzata da un semiasse maggiore pari a 3,0012345 UA e da un'eccentricità di 0,1114532, inclinata di 10,11054° rispetto all'eclittica.